# Uwe Paulsen
Uwe Paulsen (* 22. April 1944 in Elmshorn; † 5. Juni 2014 in Berlin-Wannsee) war ein deutscher Schauspieler und Synchronsprecher.

## Leben
Geboren 1944 in Elmshorn wurde Paulsen als Synchronsprecher vor allem durch seine Arbeit für Martin Shaw alias Raymond Doyle in der populären englischen TV-Krimiserie Die Profis bekannt. Des Weiteren lieh Uwe Paulsen Schauspielern wie John Candy, Christopher Walken, Dirk Benedict oder Peter Falk seine Stimme. Als Schauspieler war er in dem Film Warum die UFOs unseren Salat klauen zu sehen. Sein Vater war der Schauspieler Harald Paulsen. Nachdem Uwe Paulsen sich krankheitsbedingt von seiner Arbeit als Synchronsprecher zurückgezogen hatte, verstarb er am 5. Juni 2014 im Alter von 70 Jahren.

## Synchronarbeiten (Auswahl)
Christopher Walken
- 1977: als Russel (The Hustle) in Der Tanzpalast
- 1994: als Vanni Corso in Liebe und andere Geschäfte
- 2000: als Victor „Vic“ Kelly in Sein letzter Coup

Graham Chapman
- 1979: als Brian/ Schwanzus Longus in Das Leben des Brian
- 1983: als Diverse Rollen in Monty Pythons wunderbare Welt der Schwerkraft

Judge Reinhold
- 1984: als Det. Sgt. Billy Rosewood in Beverly Hills Cop – Ich lös’ den Fall auf jeden Fall
- 1994: als Det. Sgt. Billy Rosewood in Beverly Hills Cop III

Jim Dale
- 1986: als Sänftenträger in Ist ja irre – ’ne abgetakelte Fregatte
- 1987: als Lord Darcy in Ist ja irre – Nur nicht den Kopf verlieren

William Atherton
- 1988: als Richard Thornburg in Stirb langsam
- 1990: als Richard Thornburg in Stirb langsam 2

### Filme
- 1967: Dominique Maurin als Michel in Balduin, der Ferienschreck
- 1975: Dal McKennon als Pedro in Susi und Strolch
- 1980: Féodor Atkine als Merlino, der Fotograf in Inspektor Loulou – Die Knallschote vom Dienst
- 1980: Paul Reubens als Kellner in Blues Brothers
- 1984: Patrick Houser als Harkin Banks in Hot Dog – Der Typ mit dem heißen Ski
- 1984: Timothy Carhart als Geiger in Ghostbusters – Die Geisterjäger
- 1987: Jacques Rousselot als Monsieur Vaillant in Ein unzertrennliches Gespann
- 1990: Peter Firth als Iwan Putin in Jagd auf Roter Oktober
- 1990: Oliver Platt als Neil Bleene in Grüße aus Hollywood
- 1993: John Candy als Irving „Irv“ Blitzer in Cool Runnings – Dabei sein ist alles
- 1997: als Schlange in Die furchtlosen Vier

### Serien
- 1964: Peter Falk als Duke Mullen in Die Unbestechlichen
- 1981–1991: Martin Shaw als Raymond Doyle (1. Stimme) in Die Profis
- 1983: René Auberjonois als Mr. Springfield in Hart aber herzlich
- 1983–1988: Bo Hopkins als Matthew Blaisdel in Der Denver-Clan
- 1985: Kenneth Tigar als Baldwin in Hart aber herzlich
- 1985–1993: James Read als Murphy Michaels in Remington Steele
- 1986: William Russ als Mack McPherson in Trio mit vier Fäusten
- 1988–1994: Corbin Bernsen als Arnie Becker in L.A. Law – Staranwälte, Tricks, Prozesse
- 1990: Sammy Davis, Jr. als Ray Palomino in Die Bill Cosby Show
- 1990: Larry Linville als Maj. Frank Burns (1. Stimme) in M*A*S*H
- 1991–1993: Clayton Moore als Lone Ranger in The Lone Ranger
- 1992: Larry Hovis als Sgt. Andrew Carter in Ein Käfig voller Helden
- 1995–2000: Wayne Knight als Newman in Seinfeld
- 1999–2004: Corbin Bernsen als Captain Owen Sebring in JAG – Im Auftrag der Ehre
- 2002–2007: Tim Conway als Blaubarschbube (1. Stimme) in SpongeBob Schwammkopf

## Hörspiele
- 1974: Timm Thaler (Regie: Kurt Vethake), Unsere Welt
- 1980: Am Samstag kam das Sams zurück (Regie: Kurt Vethake) als Herr Mon und Kellner
- 1981: Pitje Puck - Folgen „Als Schneider“, „Überlistet den Dieb“, Domino
- 1993: Neue Punkte für das Sams (Regie: Kurt Vethake) als Herr Mon und Hamburger Tourist
- 2020: SpongeBob Schwammkopf - Staffelbox 1 (mp3-CD) - Folge 1 - 24 - Die Original-Hörspiele zur TV-Serie, Edel:Kids (Edel)